# نانا (ایزدبانوی بلخی)

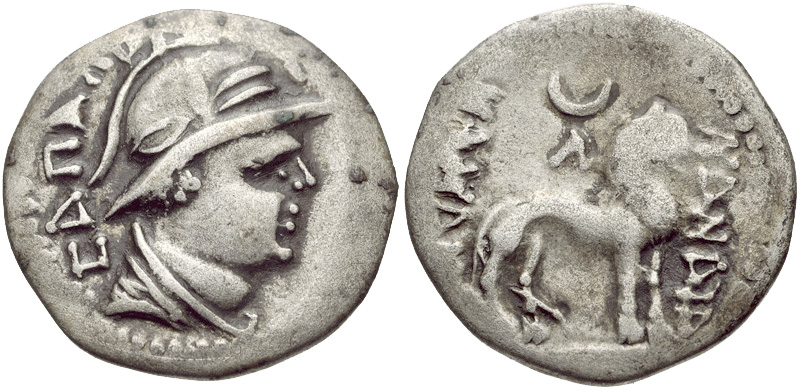
سکه‌ای از ساپادبیزس (حدود ۱۰ پیش از میلاد)، که در سمت مخالف آن شیر، هلال ماه و نوشته Ναναια (نانا) دیده می‌شود.

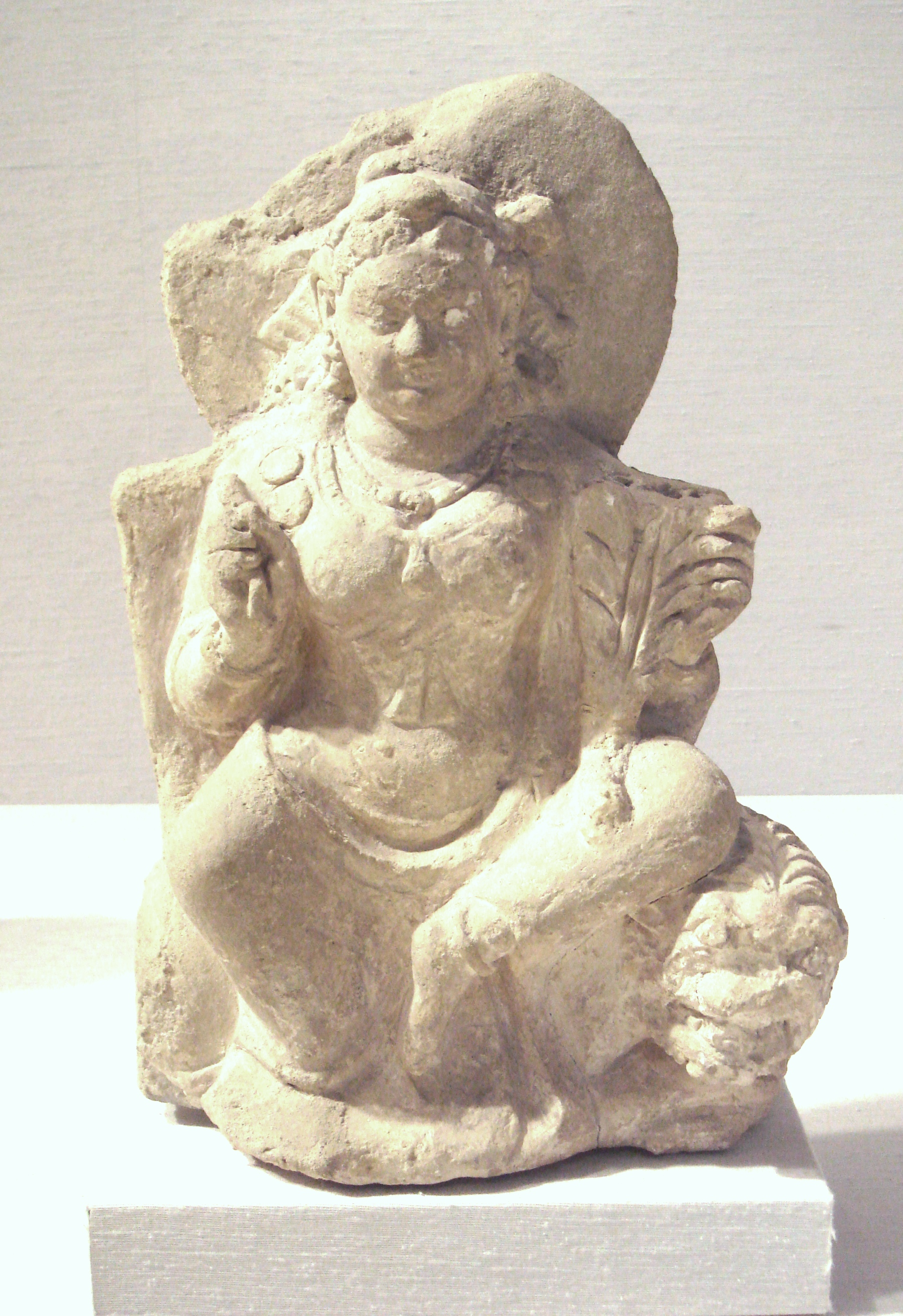
نانا در کنار یک شیر، پیدا شده در افغانستان، قرن پنجم میلادی

نانا (یونانی کوشانی: Νανα، Ναναια، Ναναϸαο، سغدی NNY) یک ایزدبانوی بلخی از دوران کوشانی و احتمالاً با نانای، ایزدبانوی میانرودانی مرتبط بود. هرچند که احتمالاً نانای بلخی با آناهیتا، ایزدبانوی زرتشتی ارتباط بیشتری داشت. مسئله‌ای که در میان ایزدان کوشانی بسیار رایج بود.
نانا نخستین بار بر روی سکه‌های ساپادبیزس دیده شده‌است. او یکی از پادشاهان باستانی بلخ بود که پیش از ظهور کوشان‌ها حکومت می‌کرد. پس از آن این ایزدبانو دو قرن بعد بر روی سکه‌ها و مهرهای شاهنشاهان کوشانی دیده می‌شود. در سنگ‌نبشته رباطک، نام نانا در میان ایزدانی که کانیشکا به آنان اشاره می‌کند ذکر شده‌است.
این ایزدبانو را معمولاً در کنار یک شیر به تصویر می‌کشیدند و او را با باروروی و خرد مرتبط می‌دانستند. او همچنین ایزدبانوی آب‌ها نیز بود که این مسئله نیز با آناهیتا، ایزدبانوی زرتشتی شباهت دارد.
نانا در سرزمین‌های ایرانی شرقی مانند سغد و افغانستان تأثیر زیادی از خود به جا گذاشت، به طوری که تندیسی از او متعلق به سده پنجم یا ششم میلادی، زمانی که سده‌ها از سقوط کوشان‌ها می‌گذشت، در افغانستان پیدا شده‌است.
همچنین واژه ناوی که شکل دیگری از نام نانا است، هنوز در زبان پشتو به معنی عروس به کار می‌رود.